# Allozetes pusillus
Allozetes pusillus är en kvalsterart som först beskrevs av Berlese 1913.  Allozetes pusillus ingår i släktet Allozetes och familjen Austrachipteriidae. Inga underarter finns listade i Catalogue of Life.